# Donohudan
Donohudan is een bestuurslaag in het regentschap Boyolali van de provincie Midden-Java, Indonesië. Donohudan telt 7436 inwoners (volkstelling 2010).